# Dean Ward
Dean Ward (n. 30 iunie 1963, Portsmouth, Anglia, Regatul Unit) este un bober ce a reprezentat Regatul Unit al Marii Britanii și al Irlandei de Nord, medaliat olimpic. A participat la 3 ediții ale Jocurilor Olimpice (1994, 1998, 2002) în care a câștigat o medalie de bronz.